# Tsjaad van A tot Z

## A
Aouzoustrook - Arabisch - Abéché - Adré - Am Timan - Ati (stad)

## B
Baggara - Batha - Borkou-Ennedi-Tibesti - Bardaï - Biltine - Bol (Tsjaad)

## C
CFA-frank - Chari

## D
Idriss Déby - Departementen van Tsjaad

## F
Frans

## G
Guéra (regio)

## H
Hissène Habré

## I
ISO 3166-2:TD

## L
Gabriël Lisette - La Tchadienne - Lac - Logone Occidental - Logone Oriental - Luchtmacht

## M
Félix Malloum - Ministers van buitenlandse zaken van Tsjaad - Mandoul - Mayo-Kebbi Est - Mayo-Kebbi Ouest - Mao (Tsjaad) - Massakory - Massenya - Mongo (Tsjaad) - Moundou

## N
Nationale Vergadering -
Ndjamena - 
Ezechiel Ndouassel - 
Casimir Ninga

## P
Presidenten van Tsjaad

## S
Sahara - Sahel

## T
François Tombalbaye - Tsjaad - Tsjaadmeer - Tsjadische burgeroorlog (1965-1982) - Tsjadische burgeroorlog (1998-2002) - Tsjadische burgeroorlog (2005-2010) - Tibestigebergte

## Y
- Pascal Yoadimnadji